# Сен А Кав, Луис
Луис Сен А Кав (нидерл. Louis Sen A Kauw или Sen A Kaw; 10 апреля или 10 мая 1919, Парамарибо — 10 февраля 1995) — суринамский шашист. Трёхкратный чемпион Суринама по международным шашкам (1952, 1958, 1960). Участник чемпионата мира 1960 года (8 место). Первый в Суринаме национальный гроссмейстер по шашкам.

## Биография
Луис Сен А Кав родился в 1919 году в Парамарибо. Его отец работал на строительстве мостов, а мать была домохозяйкой; после того, как отец бросил семью, мать Луиса пошла работать прачкой, с трудом зарабатывая на жизнь себе и пяти детям (у Луиса были брат и три сестры). Луис успешно окончил начальную школу, но на продолжение образования у матери не было денег, а отец оплачивать учёбу Луиса отказался, после чего тот не разговаривал с ним до конца жизни. Не имея возможности получить полное образование, Луис вместо этого уже в юном возрасте выучился на портного. Проведя детство близ канала Пулепантье и реки Доминекрек в Парамарибо, Луис научился плавать уже в четыре года и в дальнейшем стал одним из лучших пловцов Суринама. Одним из способов заработка на протяжении многих лет для него был поиск утопленников, за который он получал плату от полиции и прокуратуры.
Луис приохотился к шашкам, играя в них с двумя друзьями-таксистами, проводившими время за шашечной доской в ожидании клиентов, а по мере улучшения своей игры к 20 годам сошёлся с ведущими игроками Парамарибо — в частности, Йоханом Адольфом Пенгелом, Эллисом и Домпигом. В 1950 году Сен А Кав выиграл первый национальный шашечный турнир в Суринаме, но тогдашняя федерация шашек отказалась присваивать победителю официальный титул чемпиона страны, и он получил за победу только золотой значок стоимостью около десяти гульденов. В 1950 и 1951 годах он выиграл 2-й и 3-й клубные чемпионаты Суринама, а когда в 1952 году состоялся первый официальный личный чемпионат Суринама, Сен А Кав выиграл и его. Он также становился чемпионом Суринама в 1958 и 1960 годах.
В 1953 году Сен А Кав стал первым суринамцем, участвовавшим в международном шашечном матче, не носившем, впрочем, официального статуса — его противником был чемпион Нидерландских Антильских островов Жак Амзанд, сам выходец из Суринама. Соперники сыграли две партии, из которых Сен А Кав одну выиграл, а вторую свёл вничью. В 1960 году Федерация шашек Суринама отправила его на чемпионат мира по международным шашкам, проводившийся в Нидерландах. Сен А Кав занял на этом турнире 8-е место из 14 участников; при этом ему удалось выиграть партию у экс-чемпиона мира Марселя Делорье и свести вничью микроматчи с ним и с действующим чемпионом, Исером Куперманом, занявшим в итоге третье место. В одной из двух партий Сен А Кав сумел сделать ничью и с победителем турнира — советским шашистом Вячеславом Щёголевым, проиграв ему, однако, в микроматче. Только сенегалец Баба Си сумел выиграть у суринамца обе партии микроматча. Не исключено, что Сен А Кав мог выступить и более удачно, если бы не обстоятельства его пребывания в Нидерландах. Он приехал на турнир после бюрократической волокиты со стороны Федерации шашек Суринама и задержки авиарейса на 9 часов и потерял несколько лишних очков в первых партиях. Кроме того, получая в день только 10 гульденов на накладные расходы, он поселился в самой дешёвой гостинице и даже там не сумел оплатить счёт, в результате чего владелец гостиницы конфисковал его вещи.
Участие в чемпионатах мира
| Год  | Место проведения    | Результат | Место |
| ---- | ------------------- | --------- | ----- |
| 1960 | Хенгело, Нидерланды | +7=11-8   | 8     |

За успешное выступление на чемпионате мира и, в частности, двойную победу над чемпионом Франции Абелем Версом Федерация шашек Нидерландов присвоила Сен А Каву звание национального гроссмейстера. Лишь 16 лет спустя он получил звание национального гроссмейстера Суринама. Одновременно с ним гроссмейстерское звание получили Амзанд и Франклин Валдринг. В дальнейшем он почти не получал материальной поддержки от своей федерации и вынужден был отказаться от участия в турнирах. Только в 1978 году федерация снова обратилась к Сен А Каву, послав его в Италию на чемпионат мира как тренера действующего чемпиона Суринама Рамона Нордена.
По окончании активной игровой карьеры Луис Сен А Кав работал клерком в ведомстве общественных работ Суринама, выйдя на пенсию в 1979 году. Он умер в феврале 1995 года.